# Marissa Garrido
Marissa Garrido Arozamena (Ciudad de México, 30 de mayo de 1926-Ibidem, 8 de enero de 2021) fue una dramaturga y escritora de telenovelas mexicana que tuvo mayor actividad en la época de 1960, 1970 y 1980. Escribió cuarenta y cinco adaptaciones y sesenta y cinco historias originales para la televisión. Su más exitosa creación fue La leona en 1961. La última telenovela original que escribió fue Besos prohibidos para Televisión Azteca en 1999 y su último proyecto para la televisión fue la adaptación de La jefa del campeón (2018). Fue la hermana mayor de la actriz mexicana Amparo Garrido.

## Biografía
De familia de artistas, Marissa Garrido nació en la Ciudad de México. Vivió en el antiguo Barrio del Carmen, aunque viajaba continuamente por la carrera artística de sus padres. Su padre fue el compositor chileno radicado en México, don Juan S. Garrido, y su madre fue la actriz mexicana doña Carmen Arozamena Sánchez, exintegrante de un grupo teatral llamado "Las Hermanas Arozamena". Su abuelo materno fue Eduardo "Nanche" Arozamena Lira (1875-1951), cantante y actor representativo durante la Época de Oro del cine mexicano. Su hermana, Amparo Garrido Arozamena, su tío Eduardo Arozamena Pasarón (1930-1973), así como la mayor parte de su familia, incursionaron como actores de radionovelas, de teatro y de doblaje.
Desde niña, Marissa Garrido se interesó por las artes, estudió piano, e incluso llegó al Conservatorio Nacional. Estudió formalmente Trabajo social en el Colegio de San Ildefonso. Pronto se interesó en escribir una radionovela para la XEX y desde ahí cambió su vida. Su madre, Carmen, intentó desmotivar a sus hijas de integrarse al medio artístico porque no ofrecía un trabajo estable, siendo una actividad que hoy se conoce como freelance.
Falleció en la Ciudad de México el 8 de enero de 2021, a los 94 años, de una severa complicación respiratoria causada por el COVID-19.

## Radionovelas
Su carrera inició en 1949 cuando escribió series de teatro para la radiodifusora XEW-AM, las cuales, en total, fueron más de treinta adaptaciones de una serie Noches de estreno, que se retransmitieron por canales radiofónicos de Cuba, Puerto Rico y Panamá. Eran los inicios de la radio mexicana, y Marissa Garrido participó en la creación de Miércoles de amor y Diario de una mujer, las primeras radionovelas dedicadas al tópico de la madre abnegada y patrocinadas por compañías de limpieza y de higiene personal. En general, las protagonistas de sus creaciones siempre fueron madres que "no ofendieran la moral". También escribió la serie radiofónica Lo que callan las mujeres, que después convirtió a una obra de teatro. 

## Teatro
En la adaptación al teatro de su radionovela Lo que callan las mujeres conoció al actor Agustín Sauret (1927-2017) quien, posteriormente, se convertiría en su esposo y padre de su hijo, Mario Sauret. Al poco tiempo de triunfar en la radio con radionovelas como El pan de los pobres, El grito de la sangre, y Culpas ajenas, escribió diversas obras teatrales como Amores que matan y Departamento de soltero.

## Televisión
«Realmente la televisión no hubiera podido arrancar si no hubiera tenido como base toda la radionovela.»
Marissa Garrido, ctd. en Abreu, Damas con Antifaz

Para entrar al mundo de la televisión, Marissa empezó como actriz en dos programas: Don Fernando Soler y sus comediantes y Las tertulias de don Susanito, ambas de Joaquín Pardavé. Paulatinamente se fue abriendo campo en cuanto a la escritura de guiones para televisión, hasta que en 1959 creó El Conflicto, su primera telenovela. Tuvo tal éxito que el productor con quien trabajaría la mayor parte de su carrera, Ernesto "el señor telenovela" Alonso, la llamó para escribir La leona, protagonizada por Amparo Rivelles y Guillermo Murray.
Marissa Garrido formaba parte como directora titular de radio y televisión del Consejo Directivo de la Sociedad General de Escritores de México (SOGEM).

## Obra

### Historias originales

#### Radionovelas
- Diario de una mujer (con doña Prudencia Griffel)
- Corazón salvaje (de Caridad Bravo Adams)
- Al grito de la sangre (con Carmen Montejo)
- El hombre del paraguas
- Teatro familiar azteca
- Puerta al suspenso
- Mujeres célebres
- Por el ojo de la cerradura
- Sor Amparo
- Cita con Mauricio Garcés
- Un cuento para usted
- El pan de los pobres
- Culpas ajenas
- Lo que callan las mujeres

#### Telenovelas
- Besos prohibidos (1999)
- Azul tequila (1998)
- Encadenados (1988)
- Pasión y poder (1988)
- Angélica (1985)
- En busca del Paraíso (1982)
- Juegos del destino (1981) (con Arturo Moya Grau)
- Quiéreme siempre (1981)
- No temas al amor (1980)
- Querer volar (1980)
- Yara (1979)
- Paloma (1975)
- Barata de primavera (1975)
- La tierra (1974)
- Ha llegado una intrusa (1974)
- Duelo de pasiones (1968)
- Entre sombras (1967)
- El juicio de nuestros hijos (1967)
- La razón de vivir (1966)
- Secreto de confesión (1965)
- Destino (1963)
- La leona (1961)
- Niebla (1961)
- Las gemelas (1961)

Con Fernanda Villeli:
- Amor ajeno (1983)
- Pasiones encendidas (1978)
- Pecado de amor (1978)
- Pacto de amor (1977)
- Mañana será otro día (1976)
- Mundos opuestos (1975)
- Entre brumas (1973)
- Muchacha italiana viene a casarse (1971-1973)

### Adaptaciones
- La jefa del campeón (2018) - con Ximena Suárez original de Héctor Rodríguez y Alejandro Torres
- El juramento (2008) - con Mario Sauret original de Caridad Bravo Adams
- Háblame de amor (1999) - original de Eric Vonn
- Azul (1996) - original de Pinkye Morris
- Mi pequeña Soledad (1990) - con René Muñoz original de Jorge Lozano Soriano

Reescrito por ella misma:
- Vida robada (1991)
- Secreto de confesión (1980)
- Una mujer marcada (1979)
- Puente de amor (1969)

### Ediciones literarias
- Imperio de cristal (1994) escrita por Jaime García Estrada y Orlando Merino
- Flor y canela (1988) - original de Benito Perez Galdós
- Mi rival (1973) - original de Inés Rodena
- Muchacha italiana viene a casarse (1971) - original de Delia González Márquez
- Sueña conmigo, Donaji (1967) - original de Caridad Bravo Adams

### Remakes reescritos por otros
- Mi secreto (2022) por Martha Carrillo y Cristina García
- Pasión y poder (2015) por Ximena Suárez
- Amor de barrio (2015) por Guillermo Quezada, José Enrique Jiménez, María Auxilio Salado y Lenny Ferro
- Mundo de fieras (2006) por Liliana Abud (Se tomaron los libretos de Pasión y Poder, Mundo de fieras y Rolando Rivas, taxista).
- Si Dios me quita la vida (1995) por María Zarattini y Vittoria Zarattini (version de La leona)

### Obras de teatro
- Con la vara que midas o El sexo bionico.[8]
- Departamento de soltero.[8]
- Lo que las mujeres callan.[8]
- Mi mujer mueve la rosa o Amores que matan.[8]

### Versiones brasileñas
Durante 1982 Marissa Garrido estuvo en Brasil, orientando y supervisando las adaptaciones de sus telenovelas para SBT.
- Vida Roubada (1983)
- Razão de Viver (1983)
- Pecado de Amor (1983)
- A Justiça de Deus (1983)
- A Ponte do Amor (1983)
- Acorrentada (1983)
- Sombras do Passado (1983)
- Conflito (1982)
- A Leoa (1982)
- A Força do Amor (1982)
- Destino (1982)

### Versiones italianas
- Felicità... dove sei? (1985)

### Libros
- Pensamientos, sentimientos, historias. (2011) Compilación: Silvia Castillejos Peral. SOGEM-Chapingo